# Pink Floyd
Pink Floyd ([pɪŋk flɔɪd]) est un groupe britannique de rock originaire de Londres. Le groupe débute avec un premier album de musique psychédélique pour ensuite bifurquer vers le rock progressif. Formé en 1965, il est considéré comme un pionnier et représentant majeur de ces styles musicaux. Il est reconnu pour sa musique planante et expérimentale, ses textes philosophiques et satiriques, ses albums-concept et ses performances en concert originales et élaborées. De ses débuts à aujourd'hui, le groupe vend plus de 360 millions d'albums à travers le monde,. Aux seuls États-Unis, les ventes des albums de Pink Floyd sont dénombrées par la RIAA à hauteur de 85 millions d'exemplaires.
Initialement mené par le guitariste, chanteur et auteur-compositeur principal Syd Barrett, le groupe connaît un succès modeste au milieu des années 1960, puis devient l'un des groupes underground londoniens les plus populaires de la scène psychédélique. Cependant, le comportement de plus en plus instable de Barrett — principalement dû à son importante consommation de LSD — conduit les autres membres à le remplacer par David Gilmour, un ami d'enfance de Barrett. Le bassiste Roger Waters deviendra progressivement le meneur du groupe, signant toutes les paroles à partir de 1972. Pink Floyd acquiert l'année suivante une célébrité mondiale avec The Dark Side of the Moon (1973), troisième album le plus vendu de tous les temps, derrière Back in Black (1980) d'AC/DC et Thriller (1982) de Michael Jackson.
Le groupe enchaîne les succès au cours des années 1970 avec Wish You Were Here (1975), Animals (1977) et The Wall (1979), ce dernier donnant lieu à une adaptation cinématographique. Néanmoins, des tensions dans le groupe apparaissent au fil du temps alors que Waters en prend de plus en plus le contrôle. Pendant l'enregistrement de l'album The Wall, le claviériste Richard Wright est renvoyé du groupe, mais participe tout de même à la tournée. Waters quitte le groupe en 1985, après la sortie deux ans plus tôt, de l'album The Final Cut dont il est l'unique auteur. En 1987, David Gilmour et Nick Mason décident d'enregistrer un nouvel album sous la bannière Pink Floyd et réintègrent Richard Wright pour A Momentary Lapse of Reason (1987) puis sur The Division Bell (1994) tout en recommençant à se produire en concert. Le groupe met ses activités en sommeil en 1996.
Les différents membres se réunissent ensuite à quelques occasions dans les années 2000. Pink Floyd dans sa formation la plus connue (avec Gilmour, Mason, Waters et Wright) donne sa dernière prestation publique le 2 juillet 2005 lors du Live 8 à Londres. L'événement suscite de nombreuses rumeurs de reformation, démenties par Gilmour et devenues caduques avec la mort de Wright en 2008. Un ultime album portant le titre The Endless River, constitué principalement d'enregistrements non utilisés lors des séances de The Division Bell, est publié en novembre 2014.

## Historique

### Formation du groupe et prélude

#### Prélude (1960-1966)
En 1962, Roger Waters, Syd Barrett et David Gilmour habitent la même ville, Cambridge. Ils s'initient mutuellement à l'apprentissage de la guitare acoustique et électrique. Roger Waters fait la connaissance de Nick Mason et Richard Wright, alors qu'ils y étudient l'architecture, à la Regent Street Polytechnic de Londres. Syd Barrett va étudier les Beaux-Arts au Camberwell College of Arts de Londres et David Gilmour, dont les parents ont émigré aux États-Unis, s'installe en France.
En automne 1965, Waters, Mason et Wright forment un groupe pop, les Architectural Abdabs, après un essai manqué sous le nom de Sigma 6. Le groupe se compose également de Clive Metcalf (guitare), Juliette Gale et Keith Noble au chant. Le style de cette formation est plutôt rhythm and blues. Six pièces sont enregistrées par la formation comprenant Syd Barrett, Rado Klose, Nick Mason, Roger Waters, Richard Wright et Juliette Gale, dont une reprise de I'm a King Bee de Slim Harpo. Ils sont publiés en 2015 sous le titre 1965: Their First Recordings.
Les membres du groupe se retrouvent chez un de leurs professeurs à la Polytechnique de Londres, Mike Leonard, et prend le nom de Leonard's Lodger pour un temps. Leonard fabrique des machines à éclairage projeté sur les murs, formant des mouvements psychédéliques. Les quatre musiciens décident de commencer à jouer de leurs instruments en s'inspirant des formes affichées sur le mur. Au printemps 1966, les Architectural Abdabs, ou Leonard's Lodgers, qui ont également utilisé les noms de Screaming Abdabs, The Meggadeaths et The Tea Set, se séparent car Keith Noble et Clive Metcalf abandonnent cette carrière. Juliette Gale épouse Richard Wright. Ce dernier décide, avec Waters et Mason, de reformer un nouveau groupe, tandis que Bob Klose les quitte très rapidement, permettant au groupe de développer le psychédélisme dans sa musique.

#### Débuts avec Syd Barrett (1966-1968)
En 1966, le groupe est donc constitué de Syd Barrett (guitare, chant, composition), Richard Wright (claviers), Roger Waters (basse) et Nick Mason (batterie et percussions). La formation commence à se produire dans la région de Cambridge. Pendant ce temps, David Gilmour joue en France au sein des Flowers. L'un des noms originaux du groupe, Tea Set, est abandonné après que le groupe s'est trouvé à l'affiche avec un autre groupe du même nom. Barrett propose sur le coup un nouveau nom, The Pink Floyd Sound, une référence à deux musiciens de blues, Pink Anderson et Floyd Council.
Contrairement à une idée reçue française persistante, Pink Floyd ne signifie donc pas « flamant rose », « flamant » se traduisant en anglais par « flamingo ». Il exprime plutôt et rappelle l'importance du blues et du rhythm and blues américains pour la scène rock anglaise des années 1960. De fait, le son si particulier du premier quatuor s'est forgé lors des longues improvisations de standards de blues que le groupe jouait sur scène. Le Sound et le The seront d'ailleurs assez vite abandonnés. Propulsé au-devant de la scène underground londonienne grâce au périodique International Times et aux concerts à l'UFO Club organisés par John Hopkins et Joe Boyd, le groupe développe des compositions principalement dues à Syd Barrett, qui proposent un mélange de rock psychédélique américain, de whimsy britannique et bien sûr de blues, particulièrement dans les solos de guitare. Des années après, il arrivera encore au groupe de finir le concert sur une improvisation de blues.

### Premiers succès avec Syd Barrett

#### The Piper at the Gates of Dawn, des débuts très prometteurs (1967)
Le 6 mars 1967, le groupe passe pour la première fois à la télévision britannique, sur Granada TV, à Manchester, et y interprète Interstellar Overdrive. Le groupe signe un contrat avec la maison de disques EMI en 1967 et sort deux 45 tours, Arnold Layne le 11 avril et See Emily Play le 16 juin. Arnold Layne est banni des ondes radio pour ses paroles supposément explicites, mais atteint quand même le top 20.
Sorti le 5 août 1967, le premier album du groupe, The Piper at the Gates of Dawn (nom tiré d'un chapitre du Vent dans les saules de Kenneth Grahame), est considéré comme un exemple typique de folk psychédélique britannique. L'album est un succès au Royaume-Uni, mais pas aux États-Unis. Le 14 novembre, le groupe entame une tournée avec Jimi Hendrix — ce qui lui vaut une certaine notoriété — les Move, Amen Corner et The Nice. Au Royal Albert Hall de Londres, le guitariste des Nice, David O'List, remplace Syd Barrett, diminué depuis son retour des États-Unis. Vers la fin de l'année, le groupe publie Apples and Oranges, le dernier single avec Barrett.

#### A Saucerful of Secrets, échecs relatifs et exclusion de Syd Barrett (1968)
En 1968, Syd Barrett souffre d'une dépression nerveuse attribuée notamment à l'usage prolongé de drogues psychédéliques (essentiellement le LSD), à la pression de la vie de groupe, aux enregistrements et aux tournées permanentes. Cela est aggravé quand la maison de disque et le producteur du groupe Norman Smith refusent de publier le single Scream Thy Last Scream/Vegetable Man, deux chansons écrites par lui. Ses performances scéniques se dégradent brutalement, il semble absent, arrivant un soir à ne jouer qu'une même note pendant toute la soirée. Le comportement de Barrett dans la vie courante est devenu imprévisible : il oublie où il se trouve, ne se rend pas aux concerts. Pendant un concert, en plein bad trip d'acide, il arrache les cordes de sa guitare et s'enfuit en courant. Pour permettre tout de même au groupe de jouer, les autres membres invitent le guitariste David Gilmour, revenu à Londres, à rejoindre le groupe afin de pouvoir assurer les spectacles. Il est officiellement intégré à la formation le 7 janvier. Gilmour doit prendre en charge les parties de guitare et de chant normalement assurées par Barrett. Pink Floyd joue ainsi à cinq pendant une très courte période, jusqu'à ce que Syd Barrett, devenu totalement incapable de jouer sur scène, soit exclu définitivement le 6 avril. Il publiera deux albums solo avant de se retirer paisiblement de la vie musicale.
Si Barrett a écrit la majeure partie du premier disque, The Piper at the Gates of Dawn, il ne contribue que peu au second, A Saucerful of Secrets, qui paraît en 1968. Le groupe ayant perdu son principal auteur-compositeur, ce sont désormais les contributions de Richard Wright et Roger Waters qui prennent le relais, avant que David Gilmour, par son jeu de guitare et sa voix, ne prenne plus d'importance encore dans le nouveau son du groupe. Entre-temps, le groupe publie son nouveau 45 tours (It Would Be So Nice/Julia Dream) qui est un véritable échec.
Fin d'une époque, le 17 décembre, Pink Floyd sort ce qui sera son dernier 45 tours anglais pour plus de dix ans : Point Me at the Sky est un échec commercial et confirme le groupe dans sa volonté de privilégier pour sa musique le format album.

### Période de transition

#### Tournant vers le rock progressif (1969)

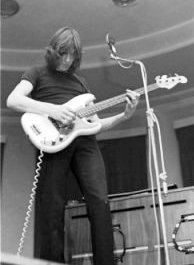
Roger Waters en 1970.

En 1969, Pink Floyd se trouve privé de son leader. L'enjeu est alors important : le groupe doit se refaire une identité, en gardant la paternité de Syd Barrett tout en renouvelant son répertoire. À partir de ce moment, Roger Waters va graduellement prendre de plus en plus d'importance dans le groupe, en termes de direction créatrice, ultimement jusqu'à ne considérer le groupe que comme un simple exécutant de ses compositions, dans The Final Cut.
Le premier disque sans Syd Barrett sera la bande originale du film More de Barbet Schroeder. Cette dernière se distingue par un son acid folk et même heavy metal avec The Nile Song. La bande originale paraît le 27 juillet chez EMI Columbia. Le disque suivant, Ummagumma (septembre-octobre 1969) est un double album. Il présente sur le premier disque des enregistrements de prestations scéniques du groupe et, sur le second, des expérimentations signées séparément par chacun des membres. C'est la première fois que le public découvre sur disque, en dehors des enregistrements pirates, le son du groupe en concert.
Au cours de l'année 1969, les quatre musiciens de Pink Floyd ont l'idée de coller bout à bout des morceaux tirés de leur répertoire, d'en adjoindre d'autres inédits, et de présenter ainsi sur scène des suites conceptuelles autour d'une idée-force. Deux œuvres voient ainsi le jour : The Journey, et The Man, prémices des futures créations du groupe. Elles sont jouées du printemps 1969 jusqu'au début de l'année 1970. Après cet album, Pink Floyd s'écarte progressivement du psychédélisme pour produire des compositions plus nettement marquées de rock progressif.

#### Atom Heart Mother, poursuites des expérimentations (1970)
Ils participent à la musique du film Zabriskie Point de Michelangelo Antonioni dont la bande originale sort en avril 1970. Malgré une certaine insatisfaction du réalisateur, qui ne garde finalement que quelques-uns des morceaux proposés par le groupe, la thématique et l'esthétique du film correspondent tout à fait à ce que Pink Floyd faisait à l'époque.
L'album Atom Heart Mother, sorti le 10 octobre 1970, est un bon exemple des nouvelles prétentions artistiques que visent de nombreux groupes de rock à la même époque. Les deux pièces instrumentales qui débutent et achèvent le disque — la première, longue suite homonyme de vingt-trois minutes à laquelle participent orchestre et chœurs, et Alan's Psychedelic Breakfast, collage de sons d'un petit déjeuner (pris par Alan Stiles, un roadie du groupe) entrecoupés de courts passages musicaux — placent le groupe dans le giron de l'avant-garde musicale. Pour l'orchestration et la composition du morceau titre, le groupe fait appel à Ron Geesin qui a déjà collaboré la même année, avec Roger Waters, sur l'album Music from the Body. Le groupe jouait cependant ce long titre en quatuor très fréquemment, dans une version allégée souvent très séduisante, assez semblable à ses premières présentations publiques du début de l'année 1970. Il l'a joué ainsi jusqu'au printemps 1972[réf. nécessaire].
Stanley Kubrick aurait demandé à Roger Waters la permission d'utiliser Atom Heart Mother pour son film Orange mécanique (1971). Cette permission lui est refusée car le groupe considère que, sortie de son contexte, la musique n'aurait aucun sens - et car Kubrick avoue ne pas exactement savoir encore comment il va s'en servir. Le groupe aurait par la suite regretté cette décision après avoir visionné l'œuvre de Kubrick.[réf. nécessaire]

#### MeddleetObscured by Clouds, les prémices de l'apogée (1971-1972)

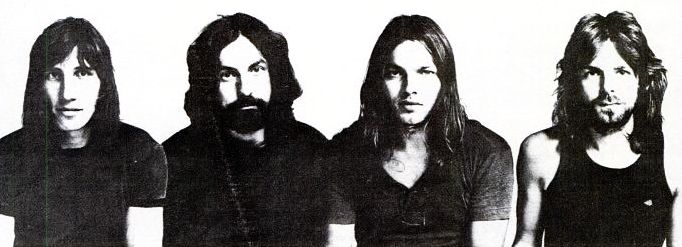
Roger Waters, Nick Mason, David Gilmour et Richard Wright en 1971.

Sorti le 5 novembre 1971, Meddle est probablement l'album qui consacre Pink Floyd comme un des groupes majeurs de l'époque grâce à One of These Days, devenu un classique de ses concerts, et surtout à Echoes, un titre long de vingt-trois minutes, avec des passages instrumentaux longs et planants. Une légende persistante veut qu’Echoes, le dernier morceau de l'album, soit synchronisé avec la dernière section du film 2001, l'Odyssée de l'espace réalisé par Stanley Kubrick, sorti trois ans plus tôt. Par ailleurs, c'est Meddle qui définit clairement l'orientation de Pink Floyd comme progressif, c'est-à-dire de longues pièces complexes et souvent divisées en plusieurs mouvements, ce qu'avait amorcé l'album précédent, Atom Heart Mother.
Finalement, Obscured by Clouds (1972), bande sonore enregistrée au Château d'Hérouville (95) pour un nouveau film de Barbet Schroeder, La Vallée, confirme la voie empruntée par le groupe. Cette même année, le groupe tourne un concert à Pompéi, près de Naples en Italie, qui détonne par son absence totale de public : le groupe joue seul au milieu des ruines de la cité romaine. Pour beaucoup, ce concert, sorti en salles de cinéma en 1972, est le type même du « son Pink Floyd », progressif et planant. Lors de ce concert, le groupe, reprenant le concept de la chanson Seamus (sur Meddle), fait « chanter » un chien en jouant très probablement sur la sensibilité acoustique de ces animaux aux saturations d'un harmonica : le titre Mademoiselle Nobs reste musicalement étrange. Il faut rappeler que, à cette époque, Pink Floyd jouait ses nouvelles compositions sur scène avant de les enregistrer en studio, aussi leurs noms ont-ils varié jusqu'à la publication des disques. Cela fut vrai jusqu'à Animals, où Sheep, Dogs et Pigs ont été joués en tournée bien avant la sortie de l'album, comme The Dark Side of the Moon. Mademoiselle Nobs est une réminiscence de ce procédé.

### Apogée

#### The Dark Side of the Moon, la percée fulgurante (1973)

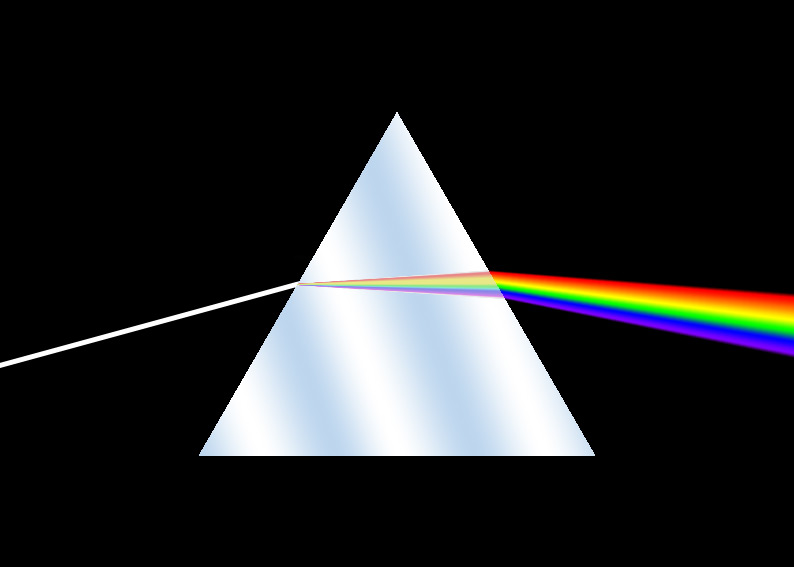
Le fameux prisme de la pochette de l'album The Dark Side of the Moon.

C'est le 23 mars 1973 que sort The Dark Side of the Moon, qui, avec les trois albums suivants, Wish You Were Here, Animals et The Wall, forme une suite d'albums souvent considérés comme les plus aboutis de la carrière de Pink Floyd. David Gilmour réfute les accusations de tentation commerciale lorsque l'album The Dark Side of the Moon connaît un succès massif en 1973, notamment grâce au titre Money. Cet album reste dans le Billboard 200 pendant mille sept semaines au total, soit plus de dix-neuf ans. C'est encore aujourd'hui un record historique. C'est le troisième album le plus vendu de tous les temps, avec des ventes estimées entre 45 et 50 millions d'exemplaires,,. Sa pochette est restée célèbre ; elle est œuvre de la firme graphique de Storm Thorgerson (Hipgnosis), ami du groupe qui a réalisé les pochettes des albums précédents, et représente la dispersion de la lumière au travers d'un prisme. The Dark Side of the Moon est un album-concept dont les thèmes dominants sont la vieillesse (Time), la folie (Brain Damage) et la mort (The Great Gig in the Sky). C'est un album techniquement très élaboré, avec l'utilisation d'un nouvel enregistreur de seize pistes aux studios Abbey Road, le talent de l'ingénieur du son et producteur Alan Parsons ; les titres sont méticuleusement enchaînés, la guitare de David Gilmour est envoûtante ; Richard Wright joue de ses synthétiseurs d'une manière tellement innovante qu'elle va donner l'exemple à tout un courant musical, en particulier en Allemagne.

Après le succès remporté par The Dark Side of the Moon, le groupe ne trouve plus d'inspiration, malgré sa volonté de produire un album qui en constituerait un « digne successeur ». Il se lance donc, fin 1973, dans des séances d'enregistrement pour un nouvel album qui ne contiendrait aucun instrument conventionnel, utilisant uniquement des ustensiles de ménage pour créer la musique et appelé provisoirement The Household Objects. Les membres du groupe se lancent dans des expériences avec différents objets communs, tels des rouleaux de ruban adhésif, des bouteilles de vin et des aérosols. Roger Waters explique : 

« On a essayé de faire un album sans utiliser aucun instrument de musique. Ça semblait être une bonne idée à ce moment-là, mais ça n'a pas abouti. Nous avions besoin de prendre une pause, car nous étions fatigués et las. On a cru que parce que The Dark Side of the Moon avait eu autant de succès, c'était la fin. Nous avions atteint le but que nous visions depuis que nous étions ados, et pour nous, il n'y avait plus rien d'autre à faire en matière de rock 'n' roll. »

#### Wish You Were HereetAnimals, les albums de la confirmation (1975-1977)
Finalement, le groupe laisse tomber le projet The Household Objects au profit de la chanson Shine On You Crazy Diamond, qui formera la pièce majeure du prochain album, Wish You Were Here, sorti en 1975. Des tensions commencent à émerger lors de l'enregistrement, mais les efforts des membres génèrent un album touchant. Le morceau principal, Shine On You Crazy Diamond, est un long hommage à Syd Barrett dont l'esprit semble continuer de hanter le groupe. Welcome to the Machine et Have a Cigar sont des critiques acerbes de l'industrie du disque. La chanson titre est axée comme tout l'album sur la thématique de l'absence (notamment celle de Barrett). Shine On You Crazy Diamond ouvre et clôt l'album, en deux parties qui sont séparées (une décision prise en cours d'enregistrement) par les autres chansons. Pendant l'enregistrement de cet album, Syd Barrett est apparu dans le studio. Les membres du groupe ne l'ont pas reconnu tout de suite tant il avait changé,. En effet, il avait pris du poids, et s'était entièrement rasé la tête. Sa présence a provoqué une grande émotion chez ses anciens amis. Ces derniers sont accablés par la dégénérescence de son état de santé mentale.
En 1977, l'album Animals sort, en réaction au fait que le groupe est de plus en plus critiqué et stigmatisé par le mouvement punk pour qui il symbolise l'avachissement et la prétention du rock, bien loin de la simplicité des débuts du rock 'n' roll. La guitare a cependant une influence nettement plus importante sur cet album que sur ses prédécesseurs, et une facture plus rock. Il contient de longs morceaux liés par un thème commun, emprunté en partie à La Ferme des animaux de l'écrivain George Orwell, où les cochons (Pigs on the Wing, Pigs (Three Different Ones)), les chiens (Dogs) et les moutons (Sheep) sont une métaphore de la société contemporaine. La pochette de l'album représente la Battersea Power Station survolée par un énorme cochon commandé pour l'occasion à une fabrique hollandaise de zeppelins. Le fil reliant le cochon au sol ayant cédé, le ballon s'envole et est finalement retrouvé dans un champ près de Cantorbéry. La pochette de certaines éditions de l'album contient d'ailleurs des copies de coupures de presse expliquant que la Royal Air Force est intervenue pour intercepter « le cochon volant ». Ledit cochon gonflable devient par la suite un élément récurrent des concerts du groupe, parfois adapté aux circonstances. Ainsi, les cochons de la tournée qui suit The Wall sont noirs et arborent l'emblème des marteaux croisés sur le flanc.
Le thème du mur est venu à l'esprit de Waters à la suite d'un concert de la tournée de promotion d'Animals (intitulée In the Flesh), au Stade olympique de Montréal, le 6 juillet 1977. Waters, rendu furieux par le comportement chahuteur du public, crache à la figure d'un spectateur particulièrement bruyant,. Cet épisode lui inspire l'idée d'un artiste qui bâtirait un mur entre lui et son public, idée qui deviendra le pivot de l'album The Wall.
Waters avait déploré le caractère impersonnel de l'immense stade de Montréal. Il a raconté y avoir ressenti un sentiment d'aliénation qui est un fondement du concept de l'album. D'ailleurs, le stade imaginé par Gerald Scarfe à l'intérieur de la pochette de l'album ainsi que dans le film est visiblement inspiré par le Stade olympique, avec ses mâts similaires à ceux du stade montréalais, resté à moitié achevé jusqu'en 1986.

### La domination de Roger Waters

#### The Wall, le nouveau chef-d'œuvre (1978-1979)
À la fin de 1978, Roger Waters présente aux autres membres du groupe deux projets d'albums : The Wall dont les thèmes principaux sont le « mur » séparant l'artiste de ses fans et l'aliénation de l'individu par la société, et The Pros and Cons of Hitch Hiking qui décrit ses propres fantasmes. Trouvant ce dernier trop personnel, ils choisissent The Wall ; le second fera l'objet d'un album solo de Waters enregistré en 1984.
La critique salue avec enthousiasme The Wall lorsque l'album sort en novembre 1979. Quelques phrases extraites des textes vont marquer les esprits, comme We don't need no education, we don't need no thought control sur Another Brick in the Wall (Part 2). Il marque le début d'une collaboration entre le groupe, le compositeur Michael Kamen et le producteur Bob Ezrin.
Cet album, prélude à une série de concerts dont la logistique est tellement lourde que la tournée ne couvrira que quatre lieux et sera immortalisée en 2000 par la sortie d'un double album live Is There Anybody Out There? The Wall Live 1980-81, témoigne de l'influence grandissante de Roger Waters, malgré l'énorme travail musical, souvent sous-estimé, de David Gilmour (qui signe officiellement la musique de trois titres : Young Lust, Comfortably Numb et Run Like Hell mais ayant en réalité participé grandement à d'autres compositions et aux principaux arrangements). Les autres membres du groupe subissent la volonté dominatrice de Waters, non sans heurts. Pendant l'enregistrement de l'album, lorsque l'horaire doit être changé, le claviériste Richard Wright refuse catégoriquement de mettre fin à ses vacances en mer pour revenir en studio terminer sa prestation. Waters, qui investit de nombreuses heures à ce projet, est furieux et décide, avec l'approbation des autres membres, de congédier son vieil ami. Le claviériste sera par contre engagé comme musicien d'accompagnement pour la tournée. Ironiquement, il sera le seul à retirer un bénéfice de cette courte tournée, les trois autres membres du groupe ayant dû payer de leur poche les lourds frais engendrés. Lors de la tournée The Wall, chaque musicien est doublé (guitariste, bassiste, claviériste, batteur) et une section de choristes est utilisée.
Le film The Wall, inspiré de l'album homonyme et réalisé par Alan Parker, sort en salles en 1982, mettant en vedette Bob Geldof dans le rôle de Pink. Il ne contient presque aucun dialogue, laissant la place aux morceaux de l'album, avec quelques variantes, par exemple When the Tigers Broke Free n'est jouée que dans le film, et Hey You seulement sur l'album. Les scènes filmées alternent avec des animations de Gerald Scarfe.

#### The Final Cutet séparation (1983-1985)
En 1983 sort l'album The Final Cut, album sombre et atypique qui porte le nom de Pink Floyd mais qui est présenté sur la pochette comme une œuvre « de Roger Waters interprétée par Pink Floyd » sans Richard Wright, évincé du groupe depuis 1979. Le bassiste y développe plusieurs idées déjà présentes dans The Wall, telle une continuité à celui-ci, comme la douleur causée par l'absence de son père (à qui l'album est dédié) ou le dur retour des soldats à la vie civile, et attaque violemment Margaret Thatcher qui vient alors de lancer le Royaume-Uni dans la guerre des Malouines contre l'Argentine.
Les relations entre les membres du groupe sont désormais devenues détestables. Nick Mason est même remplacé par un autre batteur sur la dernière chanson de l'album, Two Suns in the Sunset, tandis que Gilmour est relégué à son rôle de guitariste et ne chante qu'une chanson, Not Now John. Bien que l'album atteigne la première place des charts au Royaume-Uni, il ne se vend pas très bien, mettant ainsi fin à une décennie de gloire planétaire.
À partir de l'album The Dark Side of the Moon, Roger Waters s'impose comme unique parolier du groupe alors que, sur les albums précédents, cette fonction était souvent partagée avec Gilmour et Wright. Malgré sa mainmise sur les paroles et le fait qu'il signe la majorité des paroles et des musiques de The Wall, la suite montrera que l'âme du groupe se trouve dans l'ensemble musical que forment les membres du groupe. Roger Waters essuiera d'ailleurs de relatifs échecs commerciaux avec ses albums solo. Car même si The Final Cut a été considéré comme le premier album solo de Roger Waters, la présence de Mason et surtout de la voix et la guitare de Gilmour assurent une musicalité que Waters ne retrouvera pas entièrement, même en jouant en public note à note les partitions des autres membres du groupe lors de ses tournées en solo.
Ne pouvant légalement dissoudre le groupe, Roger Waters annonce qu'il quitte Pink Floyd en 1985, en se disant que celui-ci ne survivra pas à son départ puisqu'il en est devenu la principale force créatrice. Il produit dans cette foulée The Pros and Cons of Hitch Hiking qui, comme les autres albums solos, est un échec commercial. Waters remplit malgré cela les salles en reprenant les titres de Pink Floyd (tournées The Dark Side of the Moon et The Wall).
Après la dissolution forcée du groupe par Waters, tous ses membres se consacrent à des projets solo. Le premier album de Richard Wright, Wet Dream, est sorti en 1978 avec, comme musiciens invités, Snowy White à la guitare et Mel Collins au saxophone et à la flûte. La même année, David Gilmour produit son album éponyme, avec les anciens musiciens du groupe Joker's Wild, avec lesquels il jouait juste avant de rejoindre Pink Floyd, Rick Wills à la basse et Willie Wilson à la batterie. En mars 1984 paraît About Face, le deuxième album solo de Gilmour, suivi en avril par l'unique album du groupe Zee (formé de Wright et de Dave Harris), Identity. L'année suivante, Nick Mason sort l'album Profiles en collaboration avec Rick Fenn.

### Les années Gilmour

#### A Momentary Lapse of Reason, un nouveau départ (1985-1989)
En 1986, David Gilmour, voulant contredire l'idée que Roger Waters se faisait du groupe, décide avec Nick Mason de relancer Pink Floyd. Roger Waters entame alors des poursuites car il conteste à ses anciens compères le droit au nom du groupe sans sa présence. Cette bataille affecte profondément les membres, notamment Nick Mason qui déclare : « C'est malheureux de devoir arrêter les conflits par les tribunaux. »
Waters perdra sa cause et c'est sous le nom de Pink Floyd que le duo sort en 1987 l'album A Momentary Lapse of Reason. Gilmour et Mason ont été entre-temps rejoints, en studio puis sur scène, par Richard Wright qui sera officiellement réintégré seulement après la tournée, à cause de problèmes juridiques. Il est néanmoins crédité aux claviers sur l'album. Une pléthore de musiciens additionnels sont crédités sur l'album (ce qui est aussi le cas, par exemple avec Michael Kamen, sur The Wall et The Final Cut). Ainsi, Tony Levin, bassiste et stickiste de Peter Gabriel et de King Crimson, remplace Roger Waters à la basse. Scott Page, John Helliwell et Tom Scott y partagent les saxophones : Helliwell est un ancien membre de Supertramp dans lequel Page a été saxophoniste, guitariste et flûtiste durant la tournée du groupe de 1983, ainsi que sur son album Brother Where You Bound de 1985 auquel a participé David Gilmour. Les vétérans Jim Keltner et Carmine Appice épaulent Nick Mason à la batterie sur les titres qu'il ne peut pas jouer et pas moins de quatre claviéristes suppléent Rick Wright, dont Jon Carin qui deviendra le 2e claviériste attitré du groupe sur les albums et en concerts. L'album voit également la participation d'une section féminine de choristes que l'on retrouvera ultérieurement (dans différentes compositions) durant les tournées du groupe.
Du fait de l'absence de Waters, principal parolier du groupe depuis une décennie, le groupe doit se faire épauler à l'écriture des textes. À l'exception de Yet Another Movie coécrit avec Patrick Leonard, toutes les chansons de la face B de l'album sont signées David Gilmour aux paroles et à la musique, alors que sur la face A, il fait appel à Anthony Moore pour coécrire les paroles de Learning To Fly, On the Turning Away et Dogs of War et Phil Manzanera pour One Slip, tandis qu'il signe seul la musique à l'exception de Signs of Life, cosignée avec Bob Ezrin.
Cet album permet une gigantesque tournée qui voit Roger Waters remplacé par Guy Pratt et le groupe accompagné par un grand nombre de musiciens additionnels (aux guitares, saxophones, claviers et percussions) et un trio féminin de choristes. Pink Floyd exécute alors la totalité de l'album A Momentary Lapse of Reason et les chansons les plus connues du groupe, telles que Money, Shine On You Crazy Diamond ou Comfortably Numb. Cette tournée donne lieu à un disque et à un film nommés Delicate Sound of Thunder.
Le 15 juillet 1989, le groupe, composé de onze musiciens, joue à Venise sur une barge au milieu de la lagune devant près de 300 000 spectateurs en gondoles : en France, le concert est diffusé en direct sur Antenne 2.

#### The Division Bell, un groupe désormais légendaire (1993-1995)
C'est un groupe plus soudé qui sort The Division Bell en 1994, sur lequel on note de nouveau la participation de Michael Kamen et l'apport important aux paroles de Polly Samson, la femme de Gilmour, qui cosigne sept titres sur onze. Cet album propulse une fois de plus le groupe en tête des ventes aux États-Unis et le replace au sommet de la notoriété, au niveau tant critique que commercial. Il est le prélude à une gigantesque tournée mondiale, immortalisée par l'album P·U·L·S·E sorti en 1995. Le succès de l'album et de la tournée et le fait que Wright, Gilmour et Mason ont ainsi démontré leur indépendance artistique à l'égard de Waters pourraient expliquer pourquoi ce fut la dernière fois où ces musiciens ont convergé en studio pour enregistrer un nouvel album (The Endless River, en 2014, ne comportait pas de nouveaux enregistrements à proprement parler).
Plus tard, les spectateurs peuvent constater la force d'évocation musicale de Pink Floyd lors de la tournée solo de Gilmour de 2006 à laquelle Wright participe, ainsi que Mason pour quelques concerts. Durant cette tournée, le groupe reprend des classiques comme Arnold Layne, Echoes, Fat Old Sun, Wot's… Uh the Deal, Breathe et Time, en renouant avec l'esprit d'improvisation et d'osmose musicale des concerts de Pink Floyd des années 1970. Guy Pratt remplace Waters, qui, officiellement pour des raisons de planning, a décliné l'invitation que le groupe lui avait adressée.

#### Hall of Fame et retrait (1996)
Le 17 janvier 1996, Pink Floyd entre au Rock'n'Roll Hall of Fame, musée de Cleveland dans l'Ohio. La cérémonie d'intronisation se déroule à New York mais Waters est une nouvelle fois absent. En 1997, un astéroïde est nommé (19367) Pink Floyd en l'honneur du groupe, et, en 2004, l'album phare The Dark Side of the Moon est remastérisé et réédité en son multicanal sous le format de pointe Super Audio CD. L'édition est stéréo et multicanale hybride, par conséquent lisible en qualité stéréo Compact Disc sur toute platine CD conventionnelle (incapable de reproduire la piste sonore haute définition du Super Audio CD). Cette réédition, bien que présentée sous un format peu connu du grand public, s'est vendue l'année même à plus de huit cent mille exemplaires dans le monde.
À partir de 1996, le groupe se met en sommeil, Gilmour décidant de se consacrer désormais entièrement à sa carrière solo.

### Fin de Pink Floyd
La première reformation du groupe a lieu lors des funérailles du manager de Pink Floyd, Steve O'Rourke, le 14 novembre 2003 à la cathédrale de Chichester dans le Sussex, en Angleterre. David Gilmour interprète seul Fat Old Sun puis The Great Gig In the Sky, où il est rejoint par Nick Mason et Richard Wright.

#### Réunion au Live 8 (2005)

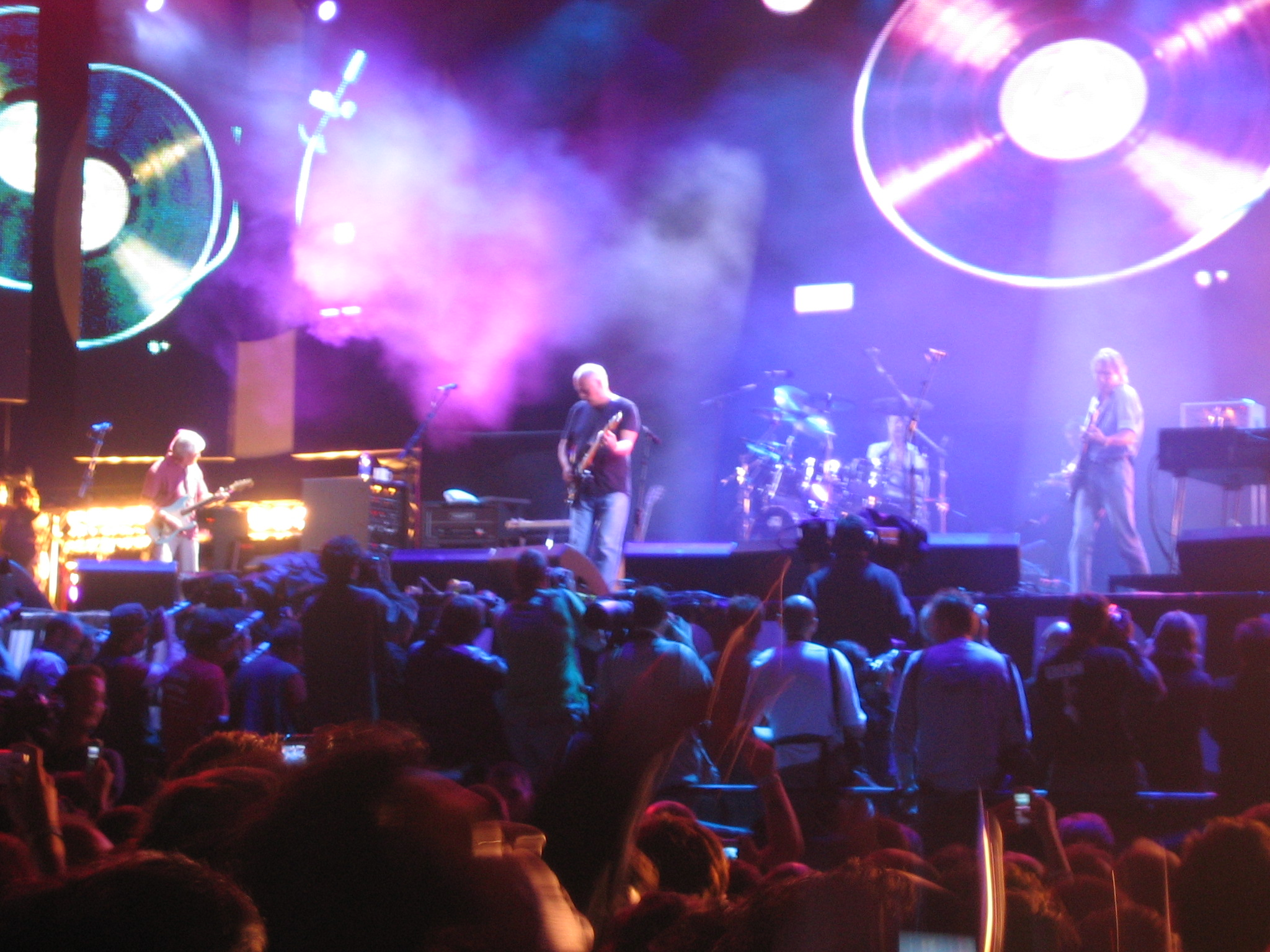
Pink Floyd réuni au concert de charité Live 8 à Londres en 2005.

David Gilmour, Nick Mason, et Richard Wright rejoignent Roger Waters le temps d'un concert à l'occasion du Live 8 le 2 juillet 2005 à Hyde Park (Londres). Le groupe est alors au complet. Avant d'entamer Wish You Were Here, Roger rend hommage à son ami d'enfance Syd Barrett en ces termes : « C'est un moment émouvant, debout ici avec ces trois gars, après toutes ces années. Debout avec vous tous. Quoi qu'il en soit, nous le faisons pour ceux qui ne sont pas là, en particulier pour Syd, bien sûr. »
Le nombre de spectateurs de ce concert des Pink Floyd est estimé à trois millions. Durant la semaine qui suivit, les albums du groupe connaissent un regain de vente : selon la chaîne de magasins HMV les ventes d’Echoes: The Best of Pink Floyd ont crû de 1 343 %, et Amazon indique que les ventes de The Wall ont augmenté de 3 600 %, celles de Wish You Were Here de 2 000 %, celles de The Dark Side of the Moon de 1 400 % et celles de Animals de 1 000 %. David Gilmour déclare par la suite qu'il reversera la part des profits due à ce boom des ventes à des œuvres de charité et a incité les autres artistes ayant participé au concert à faire de même.
Après le concert, des rumeurs d'une éventuelle reformation de Pink Floyd sont démenties par David Gilmour qui déclare au quotidien italien La Repubblica, alors que nombre de fans espéraient que Pink Floyd redonnerait des concerts avant la fin de 2005 : « Le groupe ? C'est terminé. On s'est juste réunis pour la bonne cause, mais franchement je n'en ai plus du tout envie… Et ça n'a rien à voir avec Roger Waters, parce que même sans lui je ne reformerai pas Pink Floyd. Jouer avec Pink Floyd demanderait trop de travail, et j'en ai marre des pressions. Je pense que maintenant ça suffit. J'ai 60 ans et je n'ai plus la volonté pour travailler autant désormais. Pink Floyd était une partie importante dans ma vie, j'ai passé un moment merveilleux, mais c'est fini. Pour moi il est beaucoup moins compliqué de travailler seul. Maintenant j'ai une vie tranquille. Je préfère bosser seul, et je le vis très bien. » Il reviendra toutefois sur sa décision.
David Gilmour déclare dans le magazine The Word que rejouer avec le groupe « était comme dormir auprès de son ex-femme », et qu'il n'y avait « pas de futur pour Pink Floyd ». Il a depuis confirmé à plusieurs reprises ne plus vouloir rejouer avec le groupe, notamment lors de la promotion de son album Live in Gdańsk (2008). Selon le magazine Rock & Folk d'août 2006 (numéro 468), David Gilmour a invité Roger Waters pour le dernier concert de sa tournée On an Island à Londres. Selon Nick Mason, « David a invité Roger au Royal Albert Hall, mais ce dernier répétait et ne pouvait se rendre disponible. »
Le 31 mai 2006, lors du dernier concert de David Gilmour au Royal Albert Hall à Londres, il est rejoint par Nick Mason sur les deux titres finaux, Wish You Were Here et Comfortably Numb, reconstituant ainsi le groupe de la période Gilmour le temps de deux morceaux. En effet, Richard Wright faisait partie du groupe de tournée de Gilmour, de même que Jon Carin, Guy Pratt (tous deux ayant participé aux tournées 1987 et 1994 de Pink Floyd) et Dick Parry (saxophoniste sur plusieurs albums du groupe).

#### Morts de Barrett (2006) et Wright (2008)

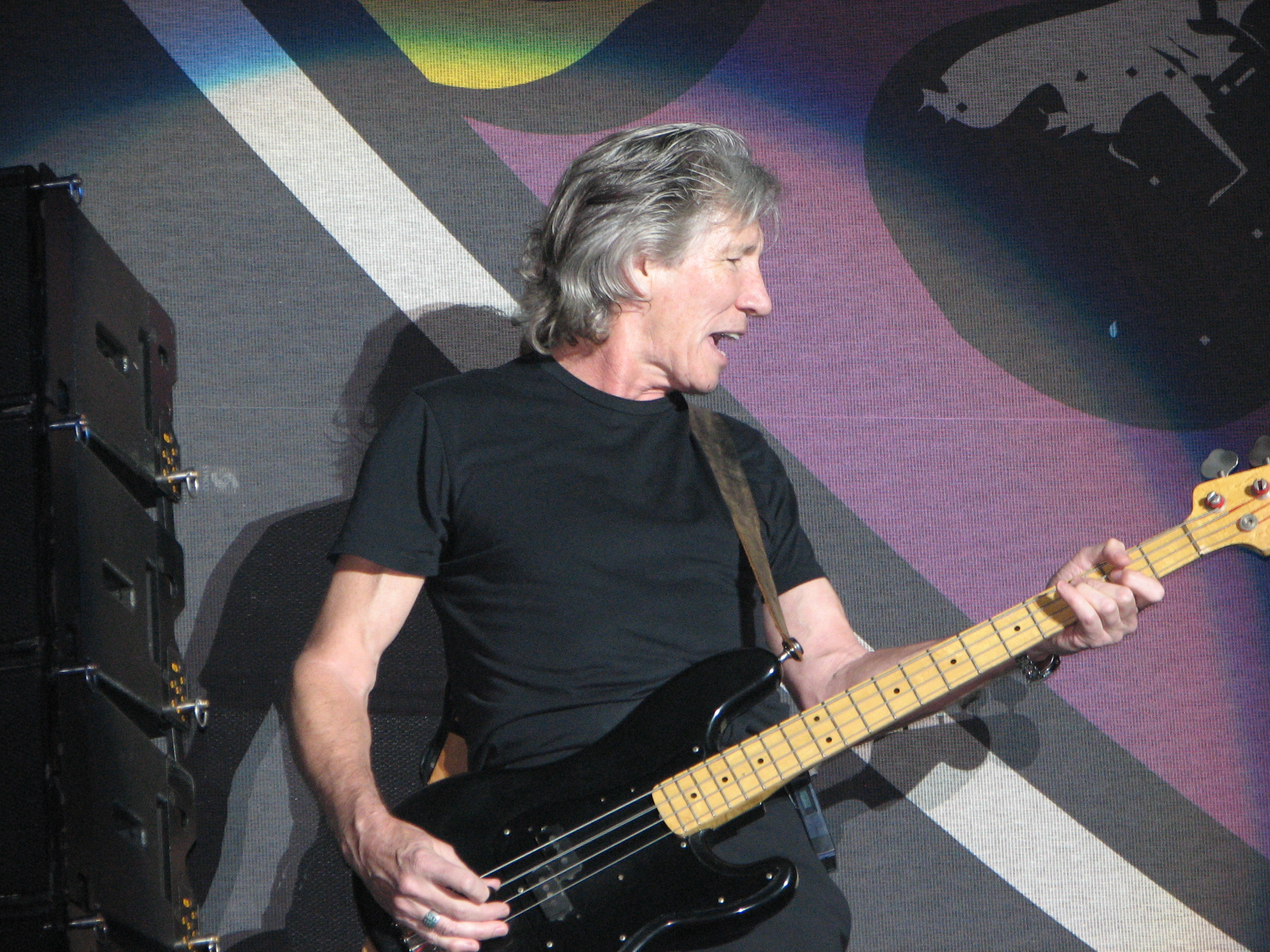
Roger Waters en 2006.

Le 7 juillet 2006, Syd Barrett meurt à Cambridge des suites de complications liées à un cancer du pancréas. Il a 60 ans. Le 10 mai 2007, Roger Waters participe au concert hommage à Syd Barrett au Barbican Centre de Londres. Plus tard dans la soirée sont annoncés « Rick Wright, David Gilmour, Nick Mason ». : Pink Floyd est donc de nouveau réuni sur scène pour interpréter Arnold Layne. Cependant, Waters préfère interpréter Flickering Flame, l'une de ses propres chansons, plutôt que de jouer avec ses anciens compères. Il est également le seul à ne pas chanter la chanson finale, Bike, en compagnie de tous les artistes de la soirée.
Richard Wright meurt le 15 septembre 2008, à 65 ans, après un court combat contre le cancer. L'idée d'une reformation de Pink Floyd est définitivement abandonnée. Néanmoins, Roger Waters et David Gilmour se réunissent le 10 juillet 2010 pour un concert de charité pour l'association Hoping Foundation. Dans une interview au magazine Rolling Stone de décembre 2010, Roger Waters confie qu'il projette au moins un concert de Pink Floyd durant sa tournée The Wall : « David, Nick et moi pourrions faire un show quelque part… mais pas question de nous lancer dans une tournée. »
Cette réunion aura eu lieu le 12 mai 2011 à l'O2 Arena de Londres où Waters a été rejoint pendant sa tournée The Wall Live par Gilmour pour interpréter Comfortably Numb, et par Mason et Gilmour sur le dernier morceau du concert Outside the Wall.

#### Why Pink Floyd…?, la campagne de remastérisation (2011-2013)
En septembre 2011, au cours d'une campagne médiatique soutenue appelée Why Pink Floyd…?, EMI réédite le catalogue du groupe, intégralement remastérisé par James Guthrie, soit quatorze albums (à l'exception des deux live Delicate Sound of Thunder et P*U*L*S*E*). Tous les albums studio sont remastérisés sous le nom Discovery Edition, chaque album accompagné d'un livret contenant les paroles et les crédits. Cependant, les trois albums les plus fameux du groupe (The Dark Side of the Moon, Wish You Were Here et The Wall), ont droit en plus de la version remastérisée Discovery, à des éditions Experience et Immersion (que l'on peut qualifier respectivement d'édition Deluxe et Super-Deluxe), au contenu inédit.
Les éditions Experience contiennent, en plus de l'album remastérisé (pour Wish You Were Here et The Wall), des démos inédites comme les versions originelles de Raving and Drooling (précurseur de Sheep), You Gotta Be Crazy (précurseur de Dogs) et la première mouture en un seul morceau de Shine On You Crazy Diamond en versions live de 1974, les premières démos avancées de The Wall. Plus particulièrement, sur Wish You Were Here, on découvre enfin la fameuse version de la chanson homonyme comportant les soli du violoniste Stéphane Grappelli. L'édition Experience de The Dark Side of the Moon contient, en plus de l'album, un concert inédit où l'album fut intégralement joué, à l'Empire Pool (ex-Wembley Arena) en 1974. Les Immersions editions de ces trois albums contiennent, en plus du contenu des éditions Experience, des objets de collections (livrets, photos, reproduction de tickets de concert…). Ces éditions contiennent les albums sur CD, DVD et Bluray en son multi-canal (tel le 5.1 surround), avec des démos et remix inédits, ainsi que des documentaires et des extraits de concert.
Durant cette campagne de remastérisation, EMI édite une nouvelle compilation des meilleures chansons remastérisées appelée A Foot in the Door - The Best of Pink Floyd. Le coffret Discovery est également édité, contenant les quatorze albums studio remastérisés. Dans la foulée de ces rééditions — qui connaissent le même succès que la remastérisation des albums des Beatles en 2009 — Pink Floyd gagne son procès contre sa maison de disques EMI, en interdisant que celle-ci puisse vendre les chansons du groupe à l'unité sur les plates-formes de téléchargement, préservant ainsi la cohérence de l'œuvre sous forme d'albums et non de chansons disparates.
En juin 2013, Pink Floyd autorise Spotify à diffuser la totalité de son répertoire en streaming, après avoir demandé et obtenu un million d’écoutes de Wish You Were Here.

#### The Endless River, l'album de la fin du groupe (2014)
Polly Samson, la femme de David Gilmour, annonce sur Twitter la sortie du dernier album du groupe en octobre 2014, vingt ans après The Division Bell. Il sort finalement le 7 novembre 2014. À l'exception de la chanson Louder than Words, l'album est instrumental.  The Endless River connaît un énorme succès malgré des critiques mitigées et devient disque d'or dans de nombreux pays dès la première semaine. Il est dédié au claviériste Richard Wright, mort le 15 septembre 2008, dont le son a longtemps été au cœur de la musique de Pink Floyd.
À la suite de la sortie de cet album, il est annoncé que le groupe Pink Floyd est dissous de façon définitive.
Nick Mason résume l'évolution du groupe avec humour : 

« À bord du Floyd, [j'étais] sous les ordres de capitaines exigeants et parfois intransigeants. Le premier fut le dingue capitaine [Syd] Barrett. Ses yeux brillants d'histoires de trésor et de visions étranges ont failli nous mener à la catastrophe, jusqu'à ce que la mutinerie nous pousse sous le commandement du cruel Roger [Waters]… Un peu plus tard, Roger allait s'infliger le supplice de la planche et se faire remplacer par le matelot deuxième classe [David] Gilmour. […] Je me suis maintenu au poste de cuisinier du navire. »

### Après la fin du groupe
En novembre 2016, deux ans après la sortie de l’album The Endless River qui signe la fin du groupe, le label publie un coffret The Early Years 1965-1972, comprenant des inédits, des enregistrements en public (dont le concert conceptuel The Man & The Journey), des remix (en particulier l'intégralité de l'album Obscured by Clouds) et des films du début de carrière de Pink Floyd.
Il a été suivi en décembre 2019 par The Later Years, compilant le travail de Pink Floyd après le départ de Roger Waters. L'ensemble comprend une réédition élargie et remixée de l'album en public Delicate Sound of Thunder et une version remixée de l'album A Momentary Lapse of Reason avec plus de contributions de Richard Wright et les parties de batteries réenregistrées par Nick Mason. Les nouvelles versions de ces deux albums seront rééditées séparément respectivement en novembre 2020 et en octobre 2021 sur plusieurs formats. La performance Live at Knebworth 1990 de Pink Floyd, précédemment publiée dans le coffret The Later Years, est sortie sur CD et vinyle le 30 avril.
En 2018, Mason a formé un nouveau groupe, Nick Mason's Saucerful of Secrets, pour interpréter les premiers morceaux de Pink Floyd. Le groupe comprend Gary Kemp du Spandau Ballet et Guy Pratt, collaborateur de longue date de Pink Floyd. Ils effectuent une tournée en Europe en septembre 2018 et en Amérique du Nord en 2019. Roger Waters a rejoint le groupe au New York Beacon Theatre pour interpréter le chant de Set the Controls for the Heart of the Sun.

#### Hey Hey Rise Up, soutien à l'Ukraine
Le 8 avril 2022, Pink Floyd met en ligne sur les sites de diffusion en continu et de téléchargement un titre inédit pour protester contre l'invasion de l'Ukraine par la Russie. David Gilmour, secondé de son collègue Nick Mason, de Guy Pratt à la basse et de Nitin Sawhney aux claviers, a enregistré la chanson Hey Hey Rise Up qui inclut la voix du chanteur ukrainien de BoomBox, Andriy Khlyvnyuk, tirée d'une de ses vidéos Instagram. S’étant enrôlé dans l'armée ukrainienne à la suite de l'invasion, ce dernier chante a cappella sur la place Sofiyskaya de Kiev, armé et en uniforme, la chanson patriotique ukrainienne Oï ou louzi tchervona kalyna (« Oh, les baies rouges de viorne dans le pré ») datant de la guerre de 1914.
Avec son accord, Gilmour a pris l'initiative de compléter cet enregistrement en en faisant un morceau de sa propre composition afin de lever des fonds qui seront versés à l'Organisation des Nations unies pour l’Ukraine.

#### Pink Floyd at Pompeii: MCMLXXII
Le film Pink Floyd at Pompeii: MCMLXXII ressort en salle le 24 avril 2025, le son remixé et l'image restaurée en 4K.

## Membres

### Membres actuels
- David Gilmour : auteur-compositeur, chant, guitares (1968-2014, 2022)
- Nick Mason : batterie, percussions, effets sonores (1964-2014, 2022)

### Anciens membres
- Bob Klose : guitare électrique (1964), passage éclair au tout début du groupe
- Syd Barrett (†) : auteur-compositeur, chant, guitare électrique (1964-1968), mort le 7 juillet 2006
- Richard Wright (†) : auteur-compositeur, claviers, chant (1964-1981, 1987-1996, 2005, 2007), mort le 15 septembre 2008
- Roger Waters : auteur-compositeur, basse, guitares, chant (1964-1985, Live Aid 2005, Londres 2011)

### Musiciens additionnels et de concert
- Dick Parry : saxophones (1973-1977, 1981, 1993-1994, 2005)
- Clare Torry : chant (1973, 1979, 1990)
- Snowy White : guitare (1977, 1980)
- Andy Bown : basse, clavier (1980-1982)
- Joe Chemay : chœurs (1980-1981)
- Stan Farber : chœurs (1980-1981)
- Jim Hass : chœurs (1980,1981)
- John Joyce : chœurs (1980-1981)
- Willie Wilson : chœurs (1980-1981)
- Peter Wood : claviers (1980-1981)
- Andy Roberts : guitare (1981)
- Tim Renwick : guitare, chœurs (1982, 1987-1994, 2005)
- Jon Carin : claviers, guitare, chœurs (1986-1994, 2005, 2007, 2013-2014)
- Guy Pratt : basse, chœurs (1987-1994, 2013-2014, 2022)
- Rachel Fury : chœurs (1987-1989)
- Margaret Taylor : chœurs (1987-1988)
- Durga McBroom : chœurs (1987-1994, 2014)
- Lorelei McBroom : chœurs (1989)
- Scott Page : saxophone, guitare (1987-1989)
- Gary Wallis : percussions, claviers (1987-1994)
- Sam Brown : chœurs (1990, 1994)
- Claudia Fontaine (†) : chœurs (1990, 1994)
- Nitin Sawhney : claviers (2022)

## Discographie studio
- 1967 : The Piper at the Gates of Dawn
- 1968 : A Saucerful of Secrets
- 1969 : More
- 1969 : Ummagumma : (public et studio) seul le second des deux disques du double album est enregistré en studio, le premier étant un disque enregistré en public.
- 1970 : Zabriskie Point : trois pièces (toutes inédites) sont de Pink Floyd sur les onze de l'album dans l'original de 1970, et sept autres (tous inédits) sont de Pink Floyd sur les dix-neuf dans la réédition de 1997. Toutes ces pièces sont enregistrées en studio.
- 1970 : Atom Heart Mother
- 1971 : Meddle
- 1972 : Obscured by Clouds
- 1973 : The Dark Side of the Moon
- 1975 : Wish You Were Here
- 1977 : Animals
- 1979 : The Wall
- 1983 : The Final Cut
- 1987 : A Momentary Lapse of Reason
- 1994 : The Division Bell
- 2014 : The Endless River : album instrumental, sauf pour le dernier titre Louder than Words.

## Filmographie
- 1972 : Live at Pompeii, d'Adrian Maben (restauré en 2025)
- 1982 : The Wall, un film d'Alan Parker, écrit par Roger Waters, avec Bob Geldof et des animations de Gerald Scarfe
- 1989 : Delicate Sound of Thunder, vidéo de la tournée de 1988 A Momentary Lapse of Reason. Uniquement en VHS et Laser-disc
- 1989 : Live in Venice, concert du 15 juillet à Venise diffusé en direct sur Antenne 2
- 1992 : La Carrera Panamericana, documentaire de course automobile
- 1995 : Pulse, vidéo du concert à Earl's Court, Londres
- 1999 : London '66-'67
- 2003 : Classic Albums: The Dark Side of the Moon, collection Classic Albums
- 2004 : Pink Floyd - Live Anthology compilations d'archives inédites par Falcon Neue Medien
- 2004 : Inside Pink Floyd - A Critical Review 1967-1974 film documentaire
- 2004 : Inside Pink Floyd - A Critical Review 1975-1996 film documentaire
- 2005 : Live 8, durant lequel Pink Floyd joue, pour la dernière fois sous sa formation originale, Speak To Me, Breathe, Money, Wish You Were Here et Comfortably Numb
- 2012 : Classic Albums: Pink Floyd – Wish You Were Here, collection Classic Albums.

## Musiques de films
- 1968 : The Committee, film de 58 minutes de Peter Sykes. Contient des pièces rares de Pink Floyd, ainsi qu'une chanson d’Arthur Brown.
- 1969 : More, film de Barbet Schroeder sur la mésaventure de Stefan, un jeune touriste allemand qui fait la rencontre d'une jeune femme américaine, Estelle, aux prises avec la drogue.
- 1970 : Zabriskie Point, film de Michelangelo Antonioni, seulement trois pièces de Pink Floyd seront retenues par le réalisateur et paraîtront sur la bande sonore du film.
- 1972 : La Vallée, film de Barbet Schroeder, il s'agit de la seconde collaboration du groupe avec le réalisateur suisse.
- 1979 : The Wall, film d’Alan Parker tiré de l'album homonyme.
- 1992 : La Carrera Panamericana, film d’Ian McArthur sur la course automobile se disputant au Mexique et à laquelle ont participé, en 1991, David Gilmour, Nick Mason et le gérant de Pink Floyd, Steve O'Rourke.

## Groupes hommages

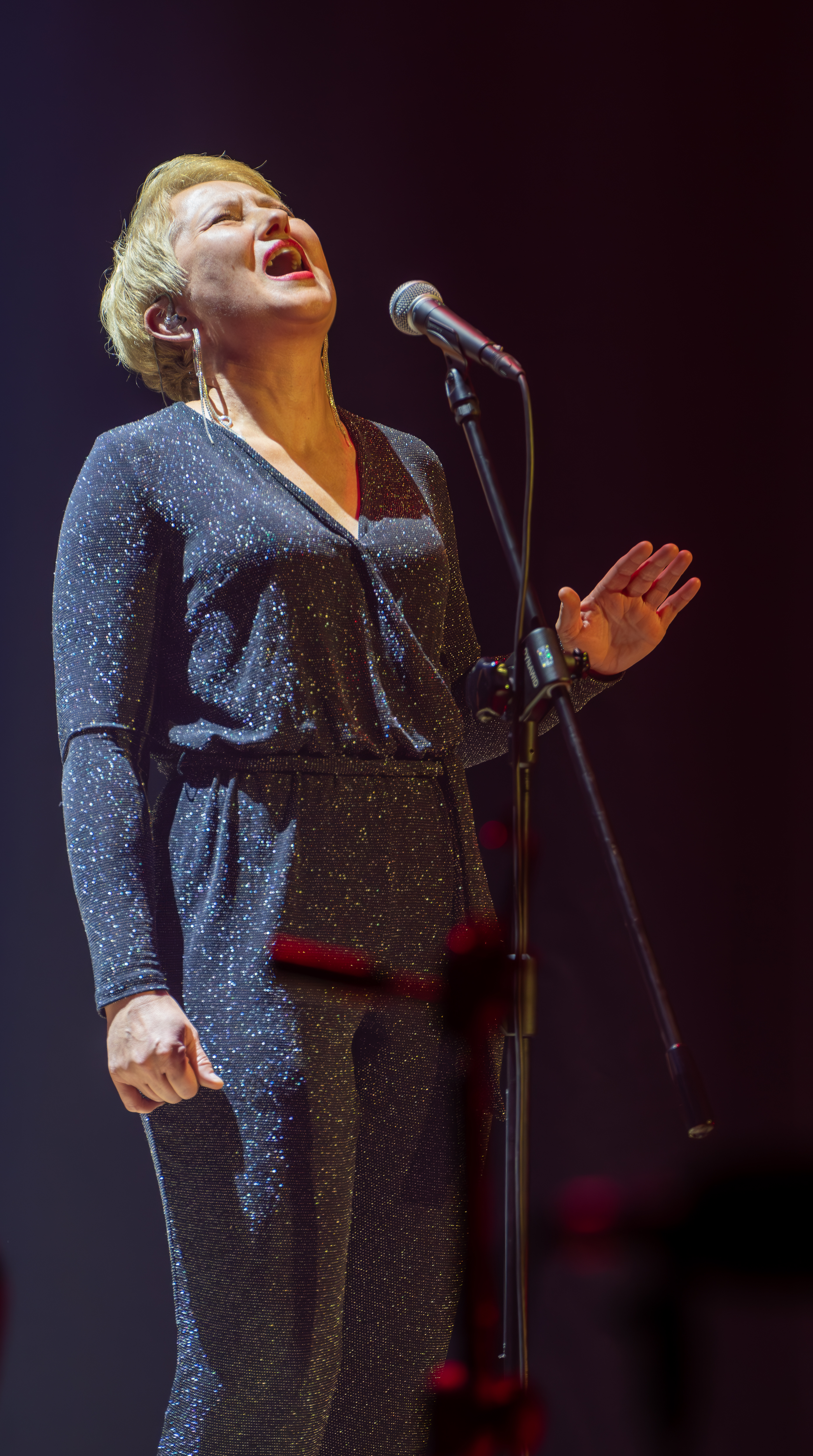
La chanteuse Aneta Łakomy au Filharmonia Bałtycka de Gdansk avec Another Pink Floyd + Marek Raduli. Novembre 2023.

De nombreux groupes hommages se produisent en concert en reprenant le répertoire et la scénographie. Les deux groupes phares sont :
- The Australian Pink Floyd Show, groupe australien créé en 1994, mondialement renommé.
- Brit Floyd, groupe britannique créé en 2011 par un transfuge du précédent.

## Récompenses et hommages

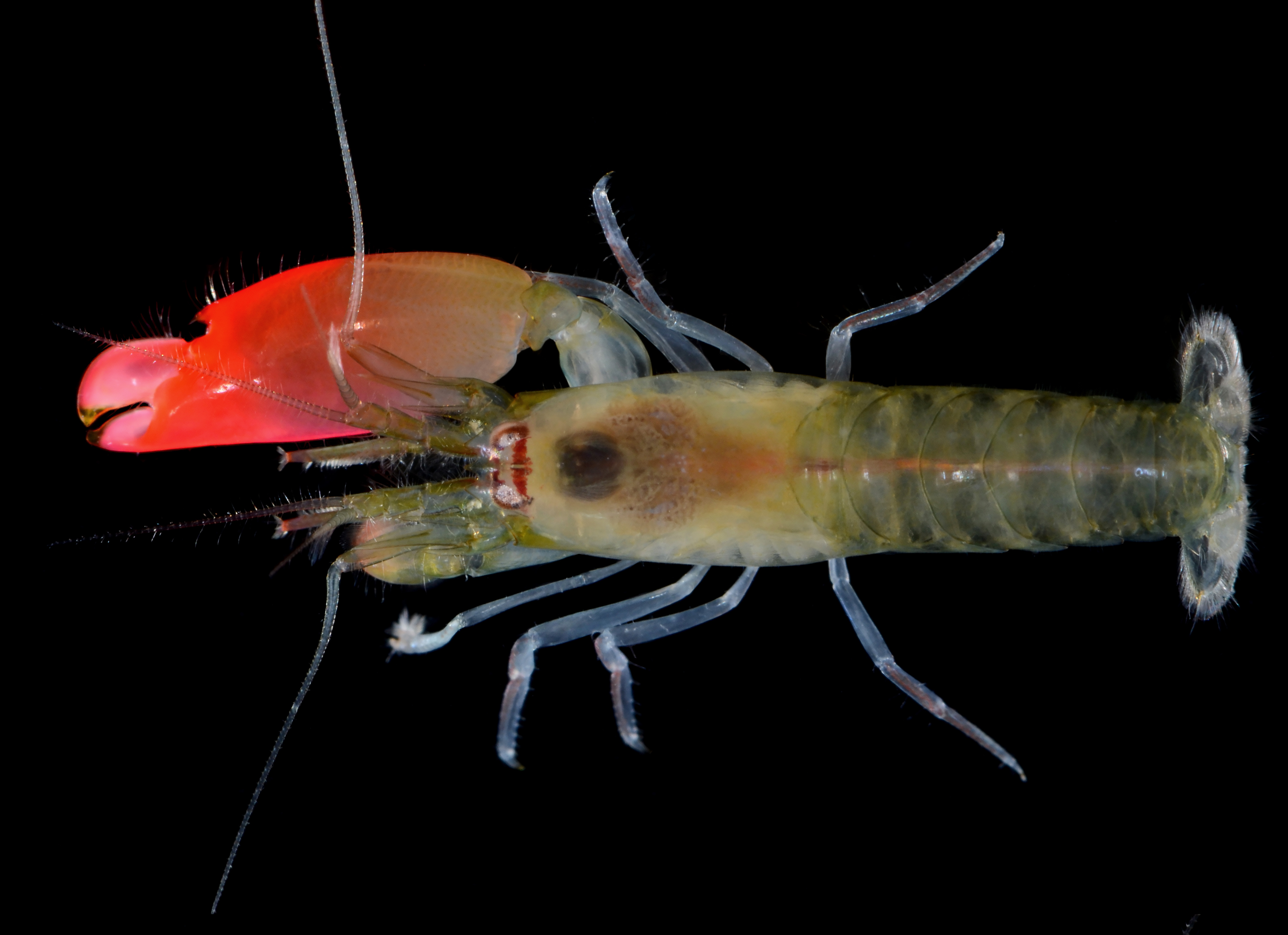
La crevette-pistolet Synalpheus pinkfloydi a été baptisée en hommage au groupe.

- En 1969, le groupe reçoit le grand prix de l'académie Charles-Cros pour l'album Ummagumma.
- En 1997, un astéroïde est nommé (19367) Pink Floyd en l'honneur du groupe[29].
- En 2008, le groupe reçoit le Prix Polar Music.
- En 2017, une crevette-pistolet, découverte sur la côte Pacifique du Panama, possédant une grosse pince rose qu'elle claque, produisant une vibration assez puissante pour étourdir ses proies, a été baptisée Synalpheus pinkfloydi en hommage au groupe[55].
- Une exposition intitulée Pink Floyd: Their Mortal Remains (en), rassemblant des artéfacts scéniques, des séquences d'archives, des paroles de chansons manuscrites et des instruments de musique, est présentée subséquemment dans plusieurs villes européennes et nord-américaines depuis 2017[56].